# WTA Elite Trophy 2015
WTA Elite Trophy 2015 představoval jeden ze dvou závěrečných tenisových turnajů ženské profesionální sezóny 2015 pro nejlepší hráčky okruhu, které nestartovaly na předcházejícím Turnaji mistryň, a to podle specifických kritérií. Herní systém měl poprvé formát čtyř tříčlenných základních skupin, jejichž vítězky postoupily do závěrečné vyřazovací fáze. Celkové odměny činily 2 150 000 dolarů.
Turnaj se konal mezi 3. až 8. listopadem 2015 v jihočínském městě Ču-chaj. Probíhal na krytých dvorcích s tvrdým povrchem v Mezinárodním tenisovém centru Cheng-čchin. Řadil se do kategorie Tour Championships.

## Turnaj

### Kvalifikační kritéria
WTA Elite Trophy byla pořádána pro tenistky, které obdržely pozvání od řídící Ženské tenisové asociace (WTA).

#### Tvorba žebříčku
Ve dvouhře byly žebříčkové body kumulovány ze šestnácti turnajů. Mezi ně se povinně započítávaly čtyři Grand Slamy, čtyři události Premier Mandatory a nejlepší výsledky ze dvou turnajů Premier 5.
Ve čtyřhře byly žebříčkové body kumulovány z jedenácti nejlepších výsledků páru jakýchkoli turnajů v sezóně. Nemusely se tak povinně započítávat Grand Slamy ani události kategorie Premier.

### Dvouhra
Soutěž dvouhry byla uspořádána ve formátu dvanácti singlistek z 9.–20. místa žebříčku WTA, s možností zařazení jedné hráčky startující na divokou kartu. Tenistky byly rozděleny do čtyř tříčlenných základních skupin, v nichž každá hráčka hrála dva zápasy proti zbylým členkám skupiny. Vítězka každé skupiny postoupila do semifinále, v nichž se rozhodovalo o finalistkách. Nově také mohly do turnaje zasáhnout i dvě náhradnice z Turnaje mistryň, konaného v předcházejícím týdnu, Venus Williamsová a Carla Suárezová Navarrová. V předešlých ročnících se náhradnice účastnit nesměly.

### Čtyřhra
Soutěže čtyřhry se zúčastnilo šest dvojic. První čtyři páry byly určeny žebříčkovým pořadím v klasifikaci dvojic WTA, které se neprobojovaly na Turnaj mistryň, tj. umístěným na 9.–12. místě či nižším, pokud na Turnaj mistryň postoupily náhradnice. Zbylá dvě místa byly obsazena páry, které obdržely divokou kartu. Dvojice byly zformovány do dvou tříčlenných skupin, v nichž se utkávaly systémem každý s každým. Vítězné páry postoupily do finále.
Stejně jako ve dvouhře mohly do turnaje zasáhnout náhradnice Turnaje mistryň, Alla Kudrjavcevová a Anastasija Pavljučenkovová.

### Kritéria pořadí v základní skupině
Konečné pořadí v základní skupině se řídilo následujícími kritérii:
1. největší počet vyhraných utkání
2. největší počet odehraných utkání
3. pokud měly dvě hráčky stejný počet výher, pak rozhoduje jejich vzájemné utkání; pokud měly tři hráčky stejný počet výher, pak:

a) tenistka, která odehrála méně než tři utkání byla automaticky vyřazena a dále postoupila hráčka, jež vyhrála vzájemný zápas mezi dvěma zbývajícími; nebo
b) dalším kritériem bylo nejvyšší procento vyhraných setů; nebo
c) dalším kritériem bylo nejvyšší procento vyhraných her.

### Finanční odměny a body
Celkový rozpočet turnaje mistryň činil 2 150 000 dolarů.
| Fáze                                                   | dvouhra       | dvouhra  | čtyřhra      | čtyřhra |
| Fáze                                                   | výdělek       | body     | výdělek      | body    |
| ------------------------------------------------------ | ------------- | -------- | ------------ | ------- |
| vítězky                                                | ZS + $450 000 | ZS + 460 | ZS + $20 000 | —       |
| finalistky                                             | ZS + $150 000 | ZS + 200 | ZS + $10 000 | —       |
| semifinalistky                                         | ZS + $15 000  | ZS       | —            | —       |
| za výhru v zákl. skupině                               | $92 500       | 120      | $5 000       | —       |
| za prohru v zákl. skupině                              | $20 000       | 40       | —            | —       |
| startovné                                              | —             | —        | $15 000      | —       |
| náhradnice                                             | $10 000       | —        | —            | —       |
| ZS – celkové odměny či body získané v základní skupině |               |          |              |         |

## Ženská dvouhra

### Startující hráčky
| Nasazení | hráčka                    | body  | tours |
| -------- | ------------------------- | ----- | ----- |
| 1.       | Venus Williamsová         | 3 091 | 17    |
| 2.       | Carla Suárezová Navarrová | 3 030 | 24    |
| 3.       | Karolína Plíšková         | 2 955 | 25    |
| 4.       | Roberta Vinciová          | 2 655 | 24    |
| 5.       | Caroline Wozniacká        | 2,641 | 23    |
| 6.       | Sara Erraniová            | 2 525 | 25    |
| 7.       | Madison Keysová           | 2 495 | 18    |
| 8.       | Elina Svitolinová         | 2 410 | 24    |
| 9.       | Jelena Jankovićová        | 2 345 | 24    |
| 10.      | Andrea Petkovicová        | 2 106 | 24    |
| 11.      | Světlana Kuzněcovová      | 1 847 | 19    |
| 12./WC   | Čeng Saj-saj              | 789   | 26    |

### Výsledky a body
Tabulka uvádí sezónní výsledky a odpovídající bodový zisk kvalifikovaných hráček, včetně odhlášených.
| WTA                 | Tenistka                  | Grand Slam | Grand Slam | Grand Slam | Grand Slam | Premier Mandatory | Premier Mandatory | Premier Mandatory | Premier Mandatory | Nejlépe na Premier 5 | Nejlépe na Premier 5 | Nejlépe na dalších turnajích | Nejlépe na dalších turnajích | Nejlépe na dalších turnajích | Nejlépe na dalších turnajích | Nejlépe na dalších turnajích | Nejlépe na dalších turnajích | Body | Turnaje | T i t u l y |
| ------------------- | ------------------------- | ---------- | ---------- | ---------- | ---------- | ----------------- | ----------------- | ----------------- | ----------------- | -------------------- | -------------------- | ---------------------------- | ---------------------------- | ---------------------------- | ---------------------------- | ---------------------------- | ---------------------------- | ---- | ------- | ----------- |
| WTA                 | Tenistka                  | Austr      | French     | Wimbl      | US Open    | Indian W          | Miami             | Madrid            | Peking            | 1.                   | 2.                   | 1.                           | 2.                           | 3.                           | 4.                           | 5.                           | 6.                           | Body | Turnaje | T i t u l y |
| 10.                 | Timea Bacsinszká          | R32 130    | SF 780     | QF 430     | R128 10    | QF 215            | A 0               | R64 10            | F 650             | R16 105              | R64 1                | Titul 280                    | W 280                        | F 180                        | QF 60                        | R64 1                        | R32 1                        | 3133 | 17      | 2           |
| 11.                 | Venus Williamsová         | QF 430     | R128 10    | R16 240    | QF 430     | A 0               | QF 215            | R64 10            | R32 10            | Titul 900            | R16 105              | Titul 280                    | SF 185                       | SF 110                       | R16 105                      | R32 60                       | R64 1                        | 3091 | 17      | 2           |
| 12.                 | Carla Suárezová Navarrová | R128 10    | R32 130    | R128 10    | R128 10    | QF 215            | F 650             | QF 215            | R16 120           | F 585                | QF 190               | F 305                        | SF 185                       | R16 105                      | QF 100                       | QF 100                       | QF 100                       | 3030 | 24      | 0           |
| 13.                 | Karolína Plíšková         | R32 130    | R64 70     | R64 70     | R128 10    | R16 120           | QF 215            | R32 65            | R64 10            | F 585                | QF 190               | F 305                        | F 305                        | F 305                        | Titul 280                    | SF 185                       | SF 110                       | 2955 | 25      | 1           |
| 14.                 | Belinda Bencicová         | R128 10    | R64 70     | R16 240    | R32 130    | R16 120           | R16 120           | R64 10            | R32 65            | Titul 900            | R16 105              | Titul 470                    | F 305                        | F 180                        | R32 60                       | R32 60                       | R16 55                       | 2900 | 24      | 2           |
| 15.                 | Roberta Vinciová          | R64 70     | R128 10    | R128 10    | F 1300     | R64 35            | R64 10            | R16 120           | R16 120           | SF 350               | QF 190               | F 180                        | R16 80                       | QF 60                        | QF 60                        | R16 30                       | R16 30                       | 2655 | 24      | 0           |
| 16.                 | Ana Ivanovićová           | R128 10    | SF 780     | R64 70     | R128 10    | R32 65            | R32 65            | R16 120           | SF 390            | QF 190               | QF 190               | F 305                        | SF 110                       | R16 105                      | R16 105                      | QF 100                       | R16 30                       | 2645 | 19      | 0           |
| 17.                 | Caroline Wozniacká        | R64 70     | R64 70     | R16 240    | R64 70     | R32 65            | R16 120           | QF 215            | R16 120           | SF 350               | R32 1                | F 305                        | Titul 280                    | SF 185                       | SF 185                       | SF 185                       | F 180                        | 2641 | 23      | 1           |
| 18.                 | Sara Erraniová            | R32 130    | QF 430     | R64 70     | R32 130    | R32 65            | R16 120           | R32 65            | QF 215            | SF 350               | R32 60               | Titul 280                    | F 180                        | SF 110                       | SF 110                       | SF 110                       | QF 100                       | 2525 | 25      | 1           |
| 19.                 | Madison Keysová           | SF 780     | R32 130    | QF 430     | R16 240    | R32 65            | R64 10            | R64 10            | R16 120           | R32 60               | R32 60               | F 305                        | QF 60                        | R32 60                       | R16 55                       | R16 55                       | R16 55                       | 2495 | 18      | 0           |
| 20.                 | Elina Svitolinová         | R32 130    | QF 430     | R64 70     | R32 130    | R16 120           | R32 65            | R32 65            | R32 65            | SF 350               | R16 105              | Titul 280                    | SF 185                       | SF 185                       | SF 110                       | R32 60                       | R32 60                       | 2410 | 24      | 1           |
| 21.                 | Jelena Jankovićová        | R128 10    | R128 10    | R16 240    | R128 10    | F 650             | R64 10            | A 0               | R64 10            | SF 350               | R16 105              | Titul 280                    | Titul 280                    | Titul 160                    | SF 110                       | QF 60                        | QF 60                        | 2345 | 24      | 3           |
| 22.                 | Viktoria Azarenková       | R16 240    | R32 130    | QF 430     | QF 430     | R32 65            | R32 65            | R16 120           | A 0               | QF 190               | R16 105              | F 305                        | R16 105                      | R32 60                       | R32 30                       | R32 1                        |                              | 2276 | 15      | 0           |
| 23.                 | Jekatěrina Makarovová     | SF 780     | R16 240    | R64 70     | R16 240    | R32 65            | R16 120           | R64 10            | A 0               | QF 190               | R16 105              | SF 110                       | QF 100                       | R32 60                       | R16 55                       | R16 55                       | R16 1                        | 2201 | 17      | 0           |
| 24.                 | Andrea Petkovicová        | R128 10    | R32 130    | R32 130    | R32 130    | R64 10            | SF 390            | R32 65            | R16 120           | R16 105              | R16 105              | Titul 470                    | SF 185                       | QF 100                       | QF 100                       | R16 55                       | R64 1                        | 2106 | 24      | 1           |
| 25.                 | Samantha Stosurová        | R64 70     | R32 130    | R32 130    | R16 240    | R32 65            | R32 65            | R16 120           | R32 65            | R16 60               | R32 30               | Titul 280                    | Titul 280                    | SF 110                       | SF 110                       | R16 55                       | R16 55                       | 1865 | 24      | 2           |
| 26.                 | Světlana Kuzněcovová      | R128 10    | R64 70     | R64 70     | R16 240    | R128 10           | R16 120           | F 650             | R16 120           | R16 60               | R64 1                | Titul 470                    | QF 60                        | R16 55                       | R16 55                       | R16 30                       | R31 1                        | 1847 | 19      | 1           |
| odhlášení z turnaje |                           |            |            |            |            |                   |                   |                   |                   |                      |                      |                              |                              |                              |                              |                              |                              |      |         |             |

| Legenda | Legenda                   | Legenda | Legenda             |
| ------- | ------------------------- | ------- | ------------------- |
| A       | neúčast hráčky na turnaji | R64     | 64 hráček v kole    |
| QF      | prohra ve čtvrtfinále     | R32     | 32 hráček v kole    |
| SF      | prohra v semifinále       | R16     | 16 hráček v kole    |
| F       | prohra ve finále          | Titul   | vítězství v turnaji |
| 0/2000  | získané body na turnaji   |         |                     |

#### Jiné formy účasti
Následující hráčka obdržela divokou kartu:
- Čeng Saj-saj

## Ženská čtyřhra

### Startující páry
| Nasazení | pár                                                                    | body  | tours |
| -------- | ---------------------------------------------------------------------- | ----- | ----- |
| 1.       | Anabel Medinaová Garriguesová (ESP) Arantxa Parraová Santonjaová (ESP) | 1 751 | 14    |
| 2.       | Gabriela Dabrowská (CAN) Alicja Rosolská (POL)                         | 1 415 | 20    |
| 3.       | Klaudia Jansová-Ignaciková (POL) Andreja Klepačová (SLO)               | 1 339 | 14    |
| 4.       | Ljudmyla Kičenoková (UKR) Nadija Kičenoková (UKR)                      | 1 235 | 13    |
| 5./WC    | Liang Čchen (CHN) Wang Ja-fan (CHN)                                    | 963   | 7     |
| 6./WC    | Sü Š'-lin (CHN) Jou Siao-ti (CHN)                                      | 180   | 1     |

### Výsledky a body
Tabulka uvádí sezónní výsledky a odpovídající bodový zisk kvalifikovaných párů.
| WTA                 | Dvojice                                                          | Nejlepší bodový zisk | Nejlepší bodový zisk | Nejlepší bodový zisk | Nejlepší bodový zisk | Nejlepší bodový zisk | Nejlepší bodový zisk | Nejlepší bodový zisk | Nejlepší bodový zisk | Nejlepší bodový zisk | Nejlepší bodový zisk | Nejlepší bodový zisk | Body | Turnaje | T i t u l y |
| WTA                 | Dvojice                                                          | 1.                   | 2.                   | 3.                   | 4.                   | 5.                   | 6.                   | 7.                   | 8.                   | 9.                   | 10.                  | 11.                  | Body | Turnaje | T i t u l y |
| ------------------- | ---------------------------------------------------------------- | -------------------- | -------------------- | -------------------- | -------------------- | -------------------- | -------------------- | -------------------- | -------------------- | -------------------- | -------------------- | -------------------- | ---- | ------- | ----------- |
| 11.                 | Alla Kudrjavcevová (RUS) Anastasija Pavljučenkovová (RUS)        | QF 430               | SF 350               | SF 350               | 16k 240              | 16k 240              | SF 185               | 32k 130              | 16k 120              | 16k 120              | 16k 120              | 16k 120              | 2405 | 14      | 0           |
| 12.                 | Michaëlla Krajiceková (NED) Barbora Strýcová (CZE)               | SF 780               | QF 430               | R16 240              | R32 130              | SF 185               | R16 120              | R16 105              | R16 105              | QF 100               | R32 10               | R32 10               | 2325 | 14      | 0           |
| 13.                 | Čan Jung-žan (TPE) Čeng Ťie (CHN)                                | F 1300               | F 305                | R16 240              | SF 185               | SF 110               | R64 10               | R32 1                |                      |                      |                      |                      | 2151 | 7       | 0           |
| 14.                 | Kiki Bertensová (NED) Johanna Larssonová (SWE)                   | QF 430               | Titul 280            | Titul 280            | R16 240              | F 180                | SF 110               | SF 110               | SF 110               | QF 60                | R64 10               | R16 1                | 1811 | 11      | 2           |
| 15.                 | Anabel Medina Garriguesová (ESP) Arantxa Parra Santonjaová (ESP) | Titul 470            | F 305                | R16 240              | F 180                | R32 130              | R16 105              | R16 105              | R16 105              | QF 100               | R32 10               | R16 1                | 1751 | 14      | 1           |
| 16.                 | Gabriela Dabrowská (CAN) Alicja Rosolská (POL)                   | Titul 280            | R16 240              | QF 190               | QF 190               | SF 185               | R16 120              | R16 120              | QF 60                | R64 10               | R64 10               | R64 10               | 1415 | 20      | 1           |
| 17.                 | Sie Šu-wej (TPE) Flavia Pennettaová (ITA)                        | QF 430               | QF 430               | QF 215               | QF 190               | R16 120              | R32 10               |                      |                      |                      |                      |                      | 1395 | 6       | 0           |
| 18.                 | Anastasia Rodionovová (AUS) Arina Rodionovová (AUS)              | R16 240              | QF 215               | QF 190               | F 180                | R32 130              | R32 130              | SF 110               | QF 100               | QF 60                | R32 10               | R32 10               | 1375 | 16      | 0           |
| 19.                 | Klaudia Jansová-Ignaciková (POL) Andreja Klepačová (SLO)         | QF 430               | SF 390               | R16 120              | R16 120              | QF 100               | QF 100               | SF 57                | R64 10               | R64 10               | R16 1                | R16 1                | 1339 | 14      | 0           |
| 20.                 | Sara Erraniová (ITA) Flavia Pennettaová (ITA)                    | SF 780               | QF 190               | QF 190               | R16 120              |                      |                      |                      |                      |                      |                      |                      | 1280 | 4       | 0           |
| 21.                 | Ljudmyla Kičenoková (UKR) Nadija Kičenoková (UKR)                | Titul 280            | R32 130              | R16 120              | SF 110               | SF 110               | R16 105              | QF 100               | Titul 80             | Titul 80             | QF 60                | QF 60                | 1235 | 13      | 1           |
| odhlášení z turnaje |                                                                  |                      |                      |                      |                      |                      |                      |                      |                      |                      |                      |                      |      |         |             |

| Legenda | Legenda                   | Legenda | Legenda             |
| ------- | ------------------------- | ------- | ------------------- |
| A       | neúčast hráčky na turnaji | R64     | 64 hráček v kole    |
| QF      | prohra ve čtvrtfinále     | R32     | 32 hráček v kole    |
| SF      | prohra v semifinále       | R16     | 16 hráček v kole    |
| F       | prohra ve finále          | Titul   | vítězství v turnaji |
| 0/2000  | získané body na turnaji   |         |                     |

#### Jiné formy účasti
Následující páry obdržely divokou kartu:
- Liang Čchen /  Wang Ja-fan
- Sü Š'-lin /  Jou Siao-ti

## Přehled finále

### Ženská dvouhra
- Venus Williamsová vs.  Karolína Plíšková, 7–5, 7–6(8–6)

### Ženská čtyřhra
- Liang Čchen /   Wang Ja-fan vs.  Anabel Medinaová Garriguesová /  Arantxa Parraová Santonjaová, 6–4, 6–3